# Krzysztof Zwierz
Krzysztof Stanisław Zwierz – polski naukowiec, lekarz, biochemik, profesor nauk medycznych.

## Życiorys
W 1962 ukończył kierunek lekarski na Akademii Medycznej w Białymstoku. W 1969 pod kierunkiem dra hab. Juliusza Popowicza z Katedry Chemii Ogólnej AMB obronił pracę doktorską "Oczyszczanie i własności aminotransferazy L-glutamina: D-fruktozo-6-fosforan (E.C. 2.6.1.16) ze śluzówki jelita świni" uzyskując stopień naukowy doktora nauk medycznych. W latach 1971–1972 przebywał na stażu naukowym w New York Medical College (USA). W 1982 na podstawie osiągnięć naukowych i złożonej rozprawy uzyskał stopień naukowy doktora habilitowanego nauk medycznych. W 1998 uzyskał tytuł naukowy profesora. Posiada specjalizację II stopnia z analityki lekarskiej.
Pracował w Zakładzie Chemii Ogólnej oraz Zakładzie Analizy Instrumentalnej AMB. Przez wiele lat pełnił funkcję kierownika Zakładu Biochemii Farmaceutycznej UMB. W latach 1990–1993 prorektor ds. nauki Akademii Medycznej w Białymstoku. W latach 1985–1996 przewodniczący oddziału białostockiego, a w latach 1998–2001 prezes Zarządu Głównego Polskiego Towarzystwa Hepatologicznego. Był również zatrudniony jako profesor na Wyższej Szkole Medycznej w Białymstoku, a także na Wyższej Szkole Zawodowej Ochrony Zdrowia Towarzystwa Wiedzy Powszechnej w Łomży.